# Брезово (област Велико Търново)
Вижте пояснителната страница за други значения на Брезово.
Брезово е село в Северна България.
То се намира в община Елена, област Велико Търново.

## География
Село Брезово се намира в планински район.